# PGC 38222
LEDA/PGC 38222 ist eine leuchtschwache Balken-Spiralgalaxie vom Hubble-Typ SBm im Sternbild Hydra südlich der Ekliptik. Sie ist  schätzungsweise 70 Millionen Lichtjahre von der Milchstraße entfernt und bildet gemeinsam mit vier weiteren Galaxien die NGC 4105-Gruppe (LGG 270).

Im selben Himmelsareal befinden sich die Galaxien NGC 4106, IC 760, IC 2995.